# Merremia xanthophylla
Merremia xanthophylla är en vindeväxtart som beskrevs av Hallier f. Merremia xanthophylla ingår i släktet Merremia och familjen vindeväxter. Inga underarter finns listade i Catalogue of Life.